# ジョン・ヴァン・ヴレック
ジョン・ハスブルーク・ヴァン・ヴレック（John Hasbrouck van Vleck, 1899年3月13日 - 1980年10月27日)は、アメリカ合衆国の物理学者である。磁性の量子論の分野や金属錯体の結合に関する結晶場理論のパイオニアで、1977年「磁性体と無秩序系の電子構造の理論的研究」の功績によりフィリップ・アンダーソン 、ネヴィル・モットとノーベル物理学賞を受賞した。

## 経歴
コネチカット州のミドルタウンに祖父のジョン・モンロー・ヴァン・ヴレック、父のエドワード・バー・ヴァン・ヴレックも数学の大学教授という家系に生まれた。ウィスコンシン大学マディソン校で物理学で学び、1922年にハーバード大学からPh.D.を取得。1923年ミネソタ大学の助教授になり、1928年にウィスコンシン大学教授、1928年からハーバード大学教授となった。1969年に退職。またスタンフォード大学、ミシガン大学、コロンビア大学、プリンストン大学、ライデン大学 、オックスフォード大学で客員教授を務めた。
磁性の量子論や金属錯体の結合理論の基礎を築いた。1953年には、国際理論物理学会 東京＆京都で来日した。1967年王立協会外国人会員選出。

## 受賞歴
- 1950年 - リヒトマイヤー記念賞
- 1965年 - アーヴィング・ラングミュア賞
- 1966年 - アメリカ国家科学賞
- 1971年 - エリオット・クレッソン・メダル
- 1974年 - ローレンツメダル
- 1977年 - ノーベル物理学賞